# Tisbe tenella
Tisbe tenella är en kräftdjursart som först beskrevs av Georg Ossian Sars 1910.  Tisbe tenella ingår i släktet Tisbe och familjen Tisbidae. Arten har ej påträffats i Sverige. Inga underarter finns listade i Catalogue of Life.